# Enicospilus nanjingensis
Enicospilus nanjingensis là một loài tò vò trong họ Ichneumonidae.